# Euxoa finis
Euxoa finis är en fjärilsart som beskrevs av Smith 1887. Euxoa finis ingår i släktet Euxoa och familjen nattflyn. Inga underarter finns listade i Catalogue of Life.